# Nothocissus
Nothocissus é um género botânico pertencente à família Vitaceae.

## Espécies
- Nothocissus acrantha
- Nothocissus behrmannii
- Nothocissus hypoglauca
- Nothocissus penninervis
- Nothocissus spicifera
- Nothocissus sterculiifolia

1. ↑  «Nothocissus — World Flora Online». www.worldfloraonline.org. Consultado em 19 de agosto de 2020